# Ousiologie
L'ousiologie est la science des essences. Le terme est notamment utilisé par Paul Ricœur dans ses cours sur Aristote. Il est désormais souvent repris par les commentateurs du même Aristote ainsi que par les commentateurs de Thomas d'Aquin et de Augustin d'Hippone. L'ousiologie a ainsi un premier sens métaphysique mais elle a aussi un sens qui la rapproche, tout en s'en distinguant, de la phénoménologie. Elle a enfin une histoire propre dans la philosophie contemporaine. 

## L'ousiologie grecque et sa critique moderne
Même si le terme est ignoré des Grecs, l'ousiologie peut être définie, chez Aristote, comme étant la science de l'ousia, à savoir de la substance entendue comme essence ou substance seconde, laquelle est attribuée à la substance première, le composé de matière et de forme. L'ousiologie doit être distinguée, en métaphysique, de l'ontologie et de ce que la phénoménologie de Husserl appelle l'eidétique. L'eidétique est la science de l'eidos, à savoir de l'essence en tant qu'elle est constituée par la subjectivité ou l'intentionnalité. L'essence relevant de l'ousiologie aristotélicienne ou platonicienne a au contraire, en ce qui la concerne, une réalité en soi, qui est irréductible à toute intentionnalité subjective. L'essence est, chez Platon, l'idée comme réalité concrète intelligible séparée du sensible et, elle est, chez Aristote, la forme comme réalité intelligible immanente à la matière sensible elle-même. C'est cette essence métaphysique que Heidegger et Jacques Derrida,  après Nietzsche, critiqueront, le premier, en tant que nouvel étant entérinant l'oubli de l'être et l'enfermant dans la présence du pur présent, le second, en tant que pure construction abstraite relevant de l'intellectualité toute puissante du discours occidental.

## Historique contemporaine
Le philosophe Jean-Luc Marion, phénoménologue, sur le chemin de Martin Heidegger et la phénoménologie et de la déconstruction de Jacques Derrida, rejette l'ousiologie comme ne pouvant pas être une science authentiquement philosophique. L'essence est en effet, selon lui, une catégorie métaphysique abstraite qui, comme la substance et l'être, ne relève pas de la phénoménologie comme philosophie authentique visant à rendre compte de la manifestation concrète du réel. L'essence est une pseudo-réalité occulte construite par l'intelligence. Elle manque la réalité qui, tout en saturant les phénomènes constitués par l'intentionnalité consciente, n'est véritablement constituée que par la transcendance divine. 
Le terme d'ousiologie est au contraire revendiqué par le philosophe Patrice Guillamaud comme désignant la véritable science philosophique de la réalité, celle-ci devant être entendue comme pluralité d'auto-manifestations irréductibles à l'intentionnalité subjective. Inspiré par la phénoménologie de Michel Henry, Patrice Guillamaud a ainsi l'ambition de faire de l'ousiologie une nouvelle science authentiquement philosophique. Celle-ci a plus précisément une dimension encyclopédique. Elle vise à rendre compte des essences comme étant les nœuds fondamentaux à partir desquels la pluralité des sphères du réel, à savoir la pluralité des étants, celle des êtres humains par exemple, s'auto-classifie, c'est-à-dire s'organise à partir d'elle-même, à savoir s'oriente, se normalise ou encore se vectorise vers des pôles en soi de manifestations de soi. Ces nœuds vectoriels ne sont eux-mêmes, selon lui, rien d'autre qu'une pluralité de pures manifestations comme pures auto-constitutions, lesquelles ne sont en aucune manière de pures visions exclusivement subjectives. Au lieu de transcender la réalité, à l'instar des idées platoniciennes, ces essences, comme nœuds vectoriels, sont au contraire en quelque sorte immanentes à cette même réalité. Irréductibles à de nouveaux étants, ainsi que le prétendait Martin Heidegger, ces essences sont des manières irréductibles d'être de l'être. Dans L'Essence de la renonciation, Guillamaud étudie par exemple les essences de l'affectivité immanente. Dans Le Cinéma et la renonciation et dans L'Art et la renonciation, il étudie les essences de l'art comme incarnations ultimement concrètes des essences affectives.